# David Benoit
David Benoit (Bakersfield, 9 mei 1953) is een Amerikaanse jazzpianist, componist en orkestleider.

## Opleiding
Benoit was pianoleerling van Marya Cressy Wright en Abraham Fraser. Hij studeerde muziektheorie en compositie aan het El Camino College en orkestratie bij Donald Nelligan. Later bezocht hij een klas voor filmmuziek aan de University of California bij Donald Ray. Zijn opleiding als dirigent begon hij bij Heiichiro Ohyama en vervolgde deze bij Jan Robertson en tegenwoordig bij Jeffrey Schindler.

## Carrière
Hij begon zijn muzikale carrière in 1976 als muzikaal leider en dirigent voor Lainie Kazan, later voor Ann Margaret en Connie Stevens. Hij was lid van de Rippingtons, bracht meer dan twintig jazz-albums uit, veel daarvan met insluiting van een symfonieorkest. Hij werd vijf keer genomineerd voor een Grammy Award.
Daarnaast trad hij op als dirigent van klassieke werken van Leonard Bernstein, Aaron Copland, Igor Strawinski, Camille Saint-Saëns, Wolfgang Amadeus Mozart, Francis Poulenc, Ellen Taaffe Zwilich, en anderen met orkesten als het Los Angeles Symphony Orchestra, het San Francisco Symphony Orchestra en de Dresdner Philharmonie. Hij speelde werken van Claude Bolling en voerde ter gelegenheid van het oprichtingsjubileum van het Los Angeles Symphony Orchestra een suite op voor gitaar en piano met Angelo Romero.
Zijn symfonisch gedicht Kobe werd in 2001 opgevoerd door het Filipijnse symfonieorkest en in 2003 door het Berkeley Symphony Orchestra o.l.v. Kent Nagano. Zijn pianoconcert The Centaur and the Sphinx werd in 2004 voltooid. Verder componeerde hij de musical Something's Got to Give over het leven van Marilyn Monroe, filmmuziek voor The Stars Fell on Henrietta (geproduceerd door Clint Eastwood) en The Christmas Tree (geproduceerd door Sally Field) en de muziek voor de soapopera's All My Children en Sisters.

## Discografie
- 1977: Heavier Than Yesterday
- 1980: Can You Imagine
- 1982: Stages
- 1983: Digits
- 1983: Christmastime
- 1985: This Side Up
- 1987: Freedom At Midnight met John Patitucci, Russ Freeman, Jeff Porcaro, Joe Porcaro, Lenny Castro, Abe Laboriel, Sam Riney, Randy Kerber, Dan Huff, Bob Feldman, Tony Morales
- 1988: Every Step Of The Way met Eric Marienthal, Russ Freeman, Bill Reichenbach junior, Sam Riney, Jerry Hey, Gary Grant, Dave Valentin, Stanley Clarke, Bob Feldman, Nathan East, Neil Stubenhaus, Randy Waldman, Tom Ranier, Chris Smith, Grant Geissman, Mike Landau, het Warfield Symphony Orchestra,  Harvey Mason, John Robinson, Tony Morales, Luis Conte, Mike Fisher, Brad Dutz, Jeff Pescetto, Chuck Sabatino
- 1989: Urban Daydreams met Don Grusin, Jimmy Johnson, Carlos Vega, Eric Marienthal, Jennifer Warnes, Gary Herbig, Judd Miller, Oscar Castro-Neves, Abe Laboriel, Alex Acuña en het Warfield Symphony Orchestra
- 1989: Waiting For Spring met Jeffrey Weber, Emily Remler, Peter Erskine, John Patitucci, Bob Benoit, Larry Hughes
- 1990: Inner Motion met Vinnie Colaiuta, Brandon Fields, Marcel East, Gary Herbig, Pat Kelly, Neil Stubenhaus, John Robinson, Michael Fisher, David Pack, Paul Jackson Jr., Steve Forman, het Warfield Symphony Orchestra, Jean McClain, Melinda Chatman, Phillip Ingram, Chuck Sabatino, Grant Geissman, Steve Bailey, David Derge, Doug Cameron, Eric Marienthal
- 1991: Shadows
- 1992: Letter To Evan met John Patitucci, Peter Erskine, Peter Sprague, Larry Carlton, Jim Walker, Steve Erdody, Steve Bailey, Terri Lyne Carrington, Jim Thatcher, Luis Conte, Charnett Moffett, Al Foster, David Enos, Mike Fisher
- 1994: The Benoit/Freeman Project met Russ Freeman, Kenny Loggins, John Robinson, Nathan East, Tony Morales, Jerry Hey, Steve Reid
- 1994: Shaken Not Stirred met Steve Bailey, David Enos, Eric Marienthal, Tony Morales, David Pack, Joe Pena, Simon Phillips, Kenny Rankin, Peter Sprague, Kim Stone
- 1995: The Best of David Benoit: 1987–1995 met Eric Marienthal, Paul Jackson Jr., Nathan East, Ricky Lawson, Mike Fisher
- 1996: Remembering Christmas met Dave Brubeck, John Patitucci, Gary Novak, Pat Kelley, Earl Klugh, Harvey Mason, Brad Dutz, Michael Franks, Ernest Tibbs, Tony Morales, Bob Benoit
- 1997: American Landscape met Eric Marienthal, Béla Fleck, Luis Conte, Pat Kelley, Dean Parks, Nathan East, Ken Wild, John Robinson, Carlos Vega, Tommy Morgan, Jerry Hey, Poncho Sanchez en het London Symphony Orchestra
- 1999: Professional Dreamer met Vinnie Colaiuta, Dave Palmer, Ross Bolton, Rick Braun, Pat Kelley, Cliff Hugo, Marc Antoine, Jimmy Johnson, John Ferraro, Tony Maiden, Neil Stubenhaus, Brad Dutz, Andy Suzuki
- 2000: Here's To You, Charlie Brown: 50 Great Years met Christian McBride, Peter Erskine, Vince Guaraldi, Marc Antoine, Chris Botti, Michael Brecker, Take 6, Russell Malone, Al Jarreau
- 2002: Fuzzy Logic met Rick Braun, Nick Lane, Ross Bolton, Steve Holtman, Andy Suzuki, Pat Kelley, Abe Laboriel, Steve Ferrone, Paul Jackson Jr., Roberto Vally, Brad Dutz, Dean Taba, Jeff Olson, Neil Angilley, Ian Crabtree, Phil Mulford, David Tyler, Stan Sargeant, Scott Breadman, Tim Weisberg, Jon Clarke, Mick Wilson, Richard Todd, Larry Bunker
- 2003: Right Here, Right Now met Andy Suzuki, Pat Kelly, Dean Taba, Rick Braun, Peter White, Nathan East
- 2004: Benoit/Freeman Project 2
- 2005: Orchestral Stories
- 2006: Full Circle
- 2008: Heroes
- 2010: Earthglow
- 2012: Conversation
- 2017: So Nice
- 2021: David Benoit and Friends
- 2020: It's a David Benoit Christmas!
- 2022: A Midnight Rendezvous

- Bibliothèque nationale de France: cb139709889 (data)
- CiNii: DA16835689
- Gemeinsame Normdatei: 134793145
- International Standard Name Identifier: 0000 0001 1450 7636
- Library of Congress Control Number: n91027152
- MusicBrainz: 34832720-12d3-44b4-bb80-8f06bcfb09ba
- Nationale Bibliotheek van Tsjechië: xx0078698
- Nederlandse Thesaurus van Auteursnamen: 105060682
- Virtual International Authority File: 85818295
- WorldCat: E39PBJwd9mcG3Yqbxhcg9Rmrv3